# 大垣大橋
大垣大橋（おおがきおおはし）はの間の揖斐川にかかる岐阜県道18号大垣一宮線の橋梁である。かつては、岐阜県道18号大垣一宮線の長良川にかかる羽島大橋から揖斐川にかかる大垣大橋の間は、大垣羽島道路という一般有料道路であった。橋の建設および運営は日本道路公団が行った（道路整備は岐阜県が行っている）。大垣羽島道路時代、料金所は大垣大橋の東詰に設置されていた。実際に料金が必要なのは、羽島大橋と大垣大橋の部分のみであった。現在、料金所の跡地はバス停となっている。

## 概要
- 供用開始：1963年（昭和38年）3月 （有料道路）
- 無料開放開始：1980年（昭和55年）11月
- 延長： 460.2m
- 幅員： 7.5m
- 橋梁形式：
- 所在地：岐阜県大垣市直江町 - 安八郡安八町西結
  - 大垣大橋の安八町側は、厳密にいえば大垣市平町と安八町西結、安八町大明神の境になる。これは、大垣市平町は揖斐川の右岸・左岸にまたがっているためである。

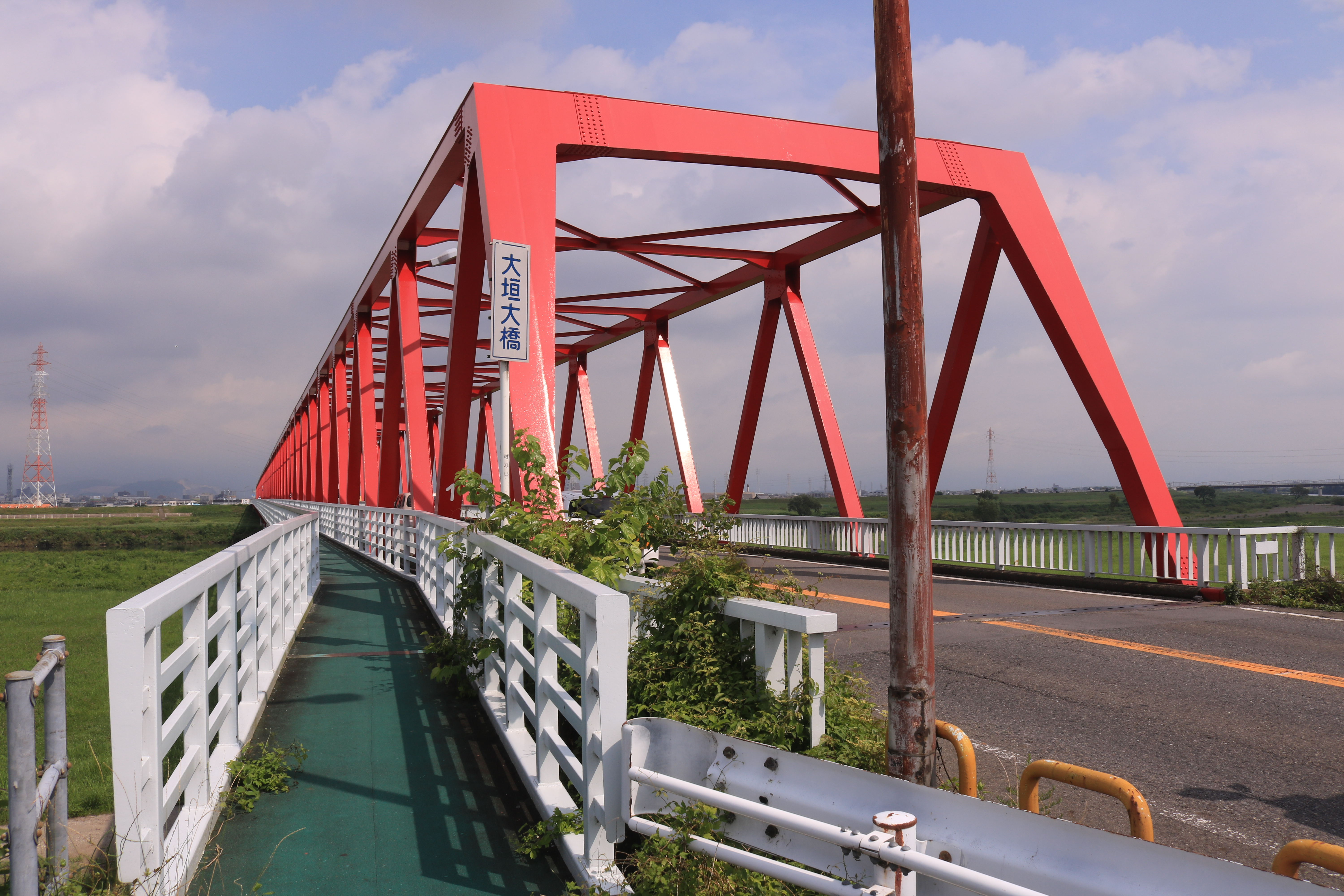
片側1車線の車道と下流側に歩道
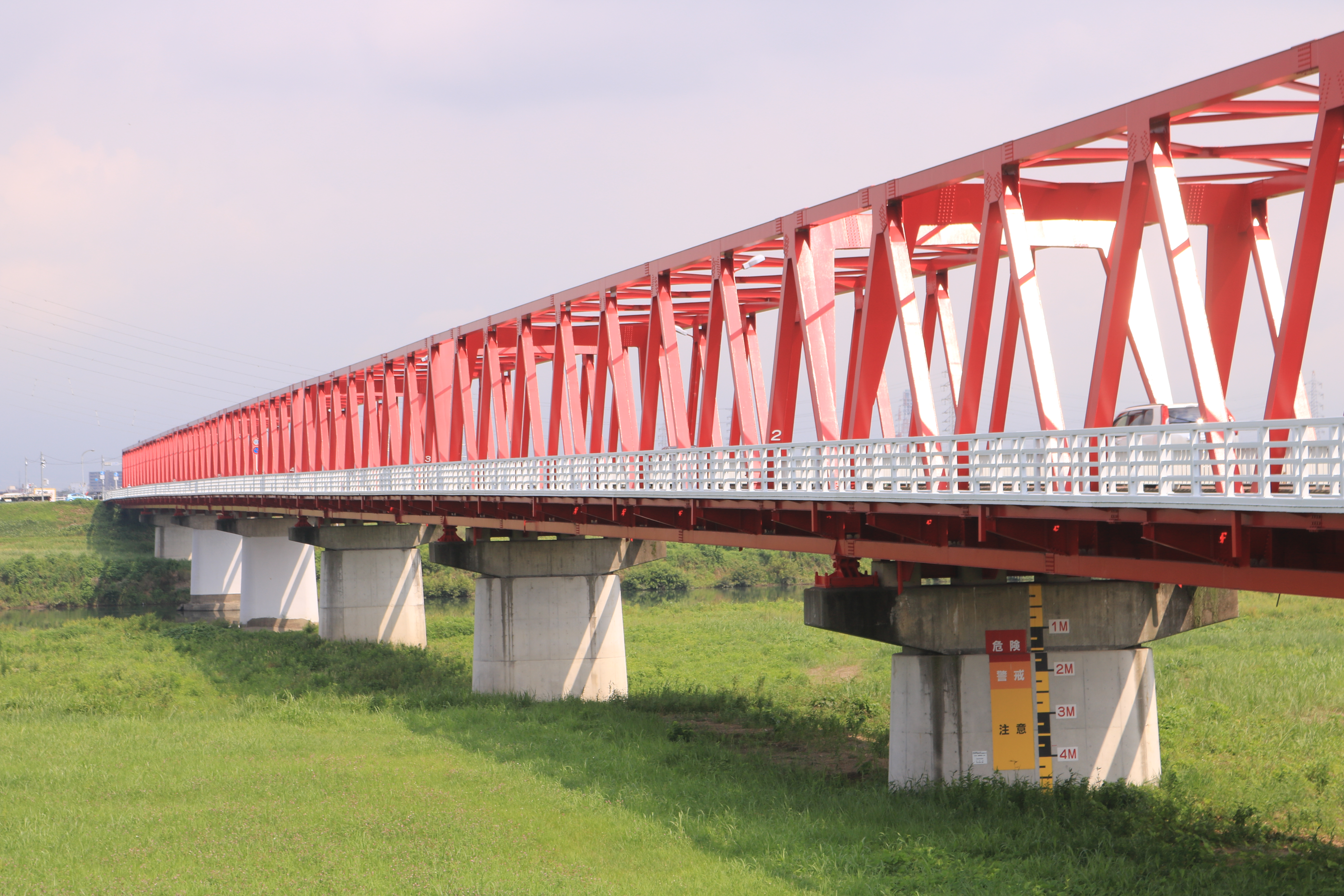
左岸の下流側から望む大垣大橋

## その他

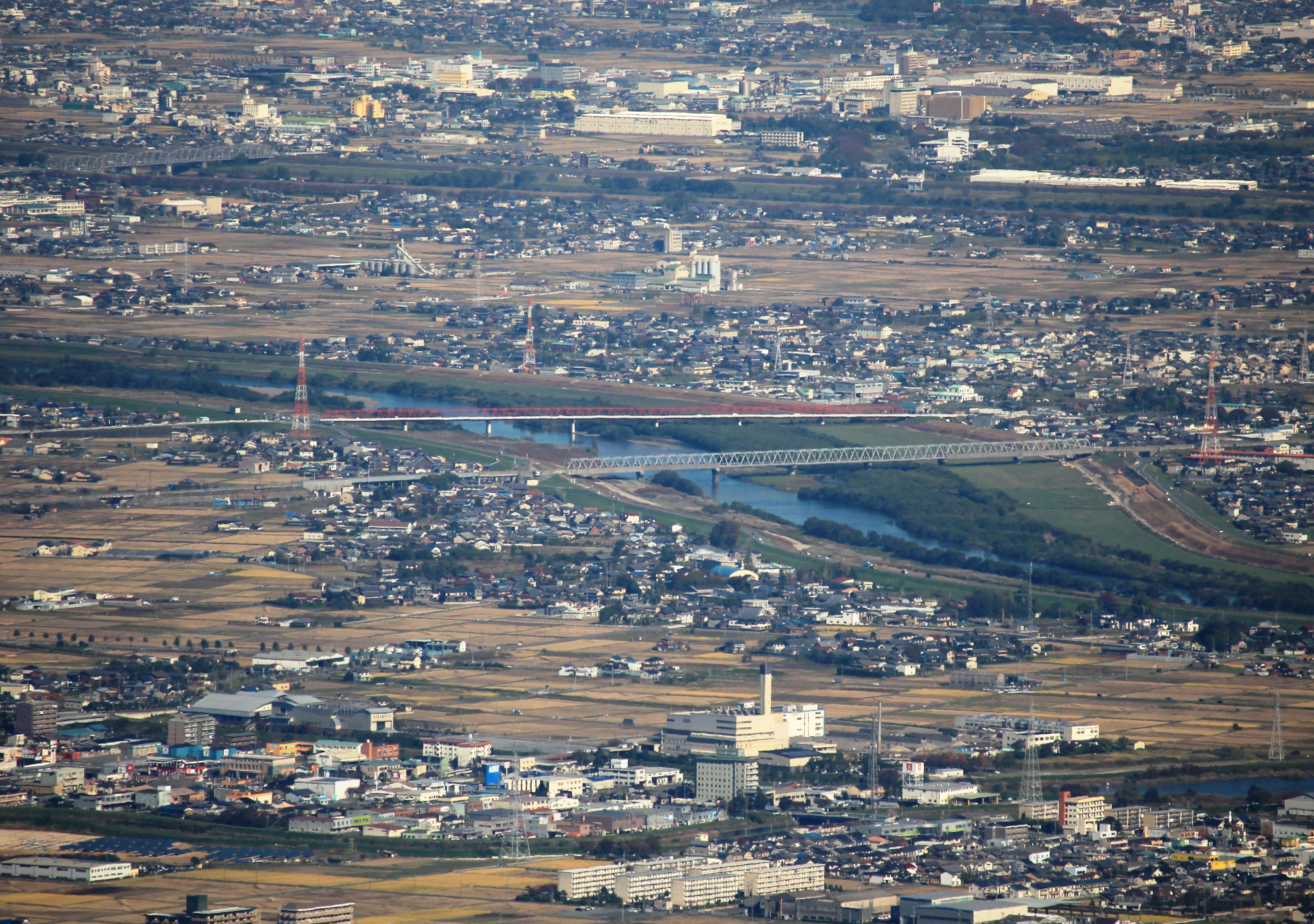
養老山地から望む揖斐川に架かる上方上流側の岐阜県道18号大垣一宮線の大垣大橋と下方下流側の東海道新幹線の揖斐川橋梁

構造的な問題と老朽化が原因、ボルトの破損などのため橋の連結部分に大きな段差が生じたことにより、1991年1月頃に1か月以上終日通行止めとなり、上流にある揖斐大橋は大渋滞となった。歩行者、自転車は通行可能だったが、通常車道として使用している部分を通行するよう誘導されていたため、通行止めとなった原因である段差を実際に見ることができた。通行再開時には20t以上の積載車は通行禁止を示す標識が付けられ（現在は撤去済み）、以降、数回修復による通行止めが行われている。なお、1994年1月頃には羽島大橋でも同様の理由により1か月以上にわたり終日通行止めが行われた（こちらは堤防と橋の連結部が破損）。